# Fissicepheus ornithorrhynchus
Fissicepheus ornithorrhynchus är en kvalsterart som beskrevs av Wen 1993. Fissicepheus ornithorrhynchus ingår i släktet Fissicepheus och familjen Tetracondylidae. Inga underarter finns listade i Catalogue of Life.